# Warioware: Twisted!
WarioWare: Twisted! är ett Game Boy Advance-spel utgivet av Nintendo och har en inbyggd rörelsesensor och skakfunktion.
Spelet passar till alla Game Boy Advance-kompatibla enheter, dock uppstår vissa svårigheter att nyttja spelet fullt ut tillsammans med en Game Boy Player.
Spelet lanserades i USA och Japan, men på grund av rörelsesensorns konstruktion så drog Nintendo tillbaka tidigare utgivet lanseringsdatum i Europa. En svensk spel-magasin hävdade att det fanns kvicksilver i rörelsesensorn. Rörelsesensorn tillverkas av NEC Corporation.
Nintendo använder även rörelsesensorer i spelet Yoshi's Universal Gravitation men dessa är av en annan konstruktion.